# Giancarlo Marinelli (cestista)
Giancarlo Marinelli (Bologna, 4 dicembre 1915 – Bologna, 12 maggio 1987) è stato un cestista e allenatore di pallacanestro italiano.

## Carriera
Da giocatore, ha vestito la maglia della Virtus Bologna. Ha vinto quattro scudetti consecutivi nel secondo dopoguerra, tra il 1945-46 e il 1948-49. In nazionale ha giocato 39 partite, segnando 152 punti. Ha esordito il 2 maggio 1935 nella vittoria per 42-23 contro la Bulgaria. Ha preso parte sia alle Olimpiadi 1936, che a quelle del 1948. Alle Universiadi  e agli Europei di Kaunas del 1939 ed alle medaglie d'argento agli Europei di Riga del 1937 e di Ginevra del 1946. In quest'ultimo caso venne inserito nel quintetto ideale dei Campionati col compagno di club Venzo Vannini.
Nel 1952 è stato commissario tecnico della nazionale italiana maschile, tra gennaio e aprile. Dopo la sconfitta contro la Francia, è stato sostituito da Amerigo Penzo per l'altra sconfitta contro il Belgio ed è tornato sulla panchina per il secondo Trofeo Mairano, conquistato dalla nazionale con cinque vittorie in cinque partite. Nel 1953-54 ha allenato la Minganti Bologna, che ha portato al terzo posto in Serie A.

## Palmarès

### Giocatore
- Campionato italiano: 4

Virtus Bologna: 1945-46, 1946-47, 1947-48, 1948-49